# Церковь иконы Божией Матери «Живоносный источник» (Петровка)
Церковь иконы Божией Матери «Живоносный источник» — православный храм в слободе Петровка Мясниковского района Ростовской области. Относится к Мясниковскому благочинию Ростовской-на-Дону епархии Русской Православной церкви, является подворьем Свято-Иверского женского монастыря.

## История
История храма «Живоносный Источник» ведет свое начало от 1841 года. В XIX веке место, где находится храм, прославилось явлением иконы Божией Матери у местного родника. Источник получил известность чудотворениями и исцелениями больных.
По преданию, летом 1841 года у села Петровка остались переночевать несколько крестьян. На другой день младший из них пошел за водой к источнику и увидел там икону Божией Матери с Младенцем в правой руке. При этом святая икона не плавала, а стояла вертикально, касаясь основанием камня, лежавшего на дне колодца. Крестьянин рассказал об этом другим людям. Тогда все крестьяне отправились к источнику и увидели то же самое. Потом они поведали о случившемся управляющему Бабинским поселком. Весть о явлении иконы Богоматери в Кринице быстро разнеслась по окружающим селам. К новой святыне стали приходить верующие люди. Источник стал известен под именем «Бабинского», а ещё чаще его называли «Кринички».
В 1848 году при источнике была построена часовня, украшенная святыми иконами. К концу 1849 года стараниями полковника Петра Иловайского и есаула Ивана Каршина здесь соорудили деревянную церковь во имя Живоносного Источника Божией Матери. Был создан приход при Бабинском целебном источнике.
6 августа 1850 года по участию Войскового Наказного Атамана Михаила Григорьевича Хомутова состоялась закладка существующего ныне каменного храма.
Храм хотели построить так, чтобы источник был в середине здания, однако строители побоялись, то под тяжестью стен можно будет передавить водяную жилу. Поэтому храм соорудили выше самого источника на искусственной площадке с каменной лестницей к источнику. Вокруг храма и криницы была посажена роща. Храм строился архитектором Иваном Вальпреде по образцовому проекту Константина Тона. Строительство продолжалась 8 лет, вплоть до 1858 года.
Вначале хотели освятить новый храм во имя Скорбящей Божией Матери, но освятили его в честь Живоносного Источника. Временная временную церковь переименовали во Владимирскую, в честь Владимирской иконы Пресвятой Богородицы. В 1866 году её разобрали. Недалеко от храма для паломников построили два небольших домика.
В 1903 году было решено построить два придела к храму с алтарями, однако, за недостатком средств, в 1908 году был заложен только один придел, который был освящен 16 августа 1911 года в честь св. апостола и евангелиста Иоанна Богослова.
В годы советской власти храм был закрыт, святой источник запущен. В середине двадцатого века в храме снесли купола, сняли колокола. Некоторое время в храме была мастерская сельскохозяйственной техники. Источник был засыпан мусором, однако вода все равно пробивалась из-под земли.
20 апреля 2012 года Указом митрополита Ростовского и Новочеркасского Меркурия храмовый комплекс «Живоносный Источник» в селе Петровка передали Свято-Иверскому женскому монастырю. С этого времени здесь начались восстановительные работы. К 2014 году была отремонтирована часовня, восстанавливался придел в честь святого апостола и евангелиста Иоанна Богослова.
Храм «Живоносный Источник» относится к подворью Свято-Иверского женского монастыря, при нём создаётся Духовно-просветительский центр, в храме совершаются богослужения.

## Священнослужители
- Иеромонах Тихон (Балабанов)